# Éva Mária Gábor

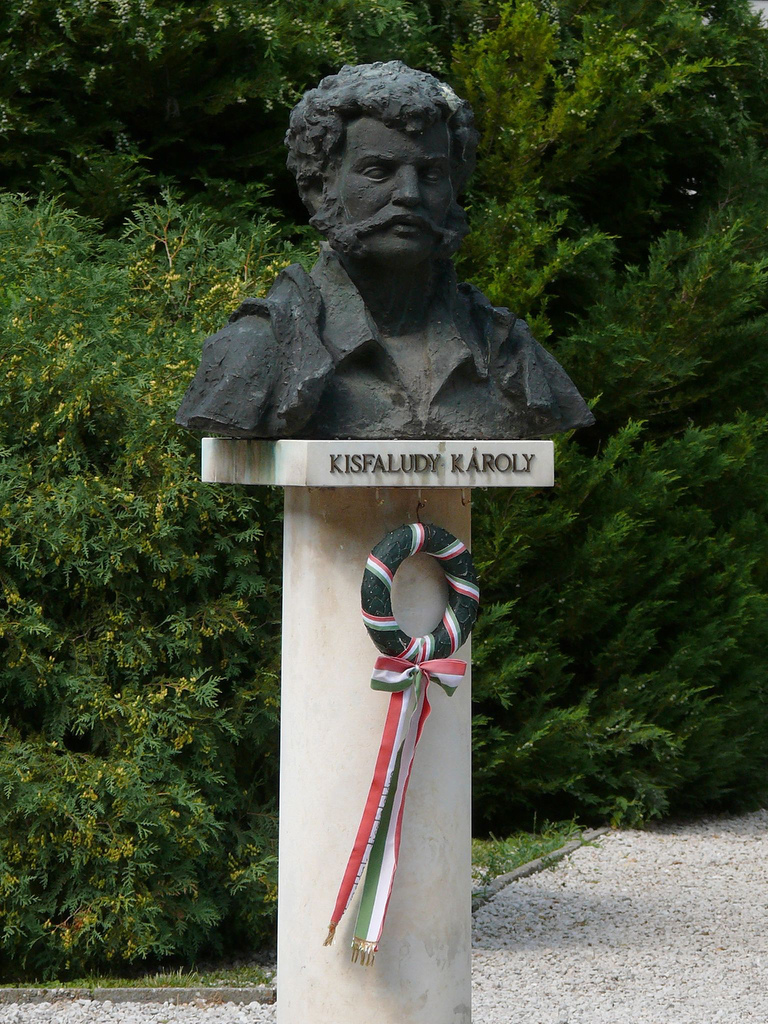
Pomnik Károlya Kisfaludyego w Mohaczu na terenie gimnazjum jego imienia

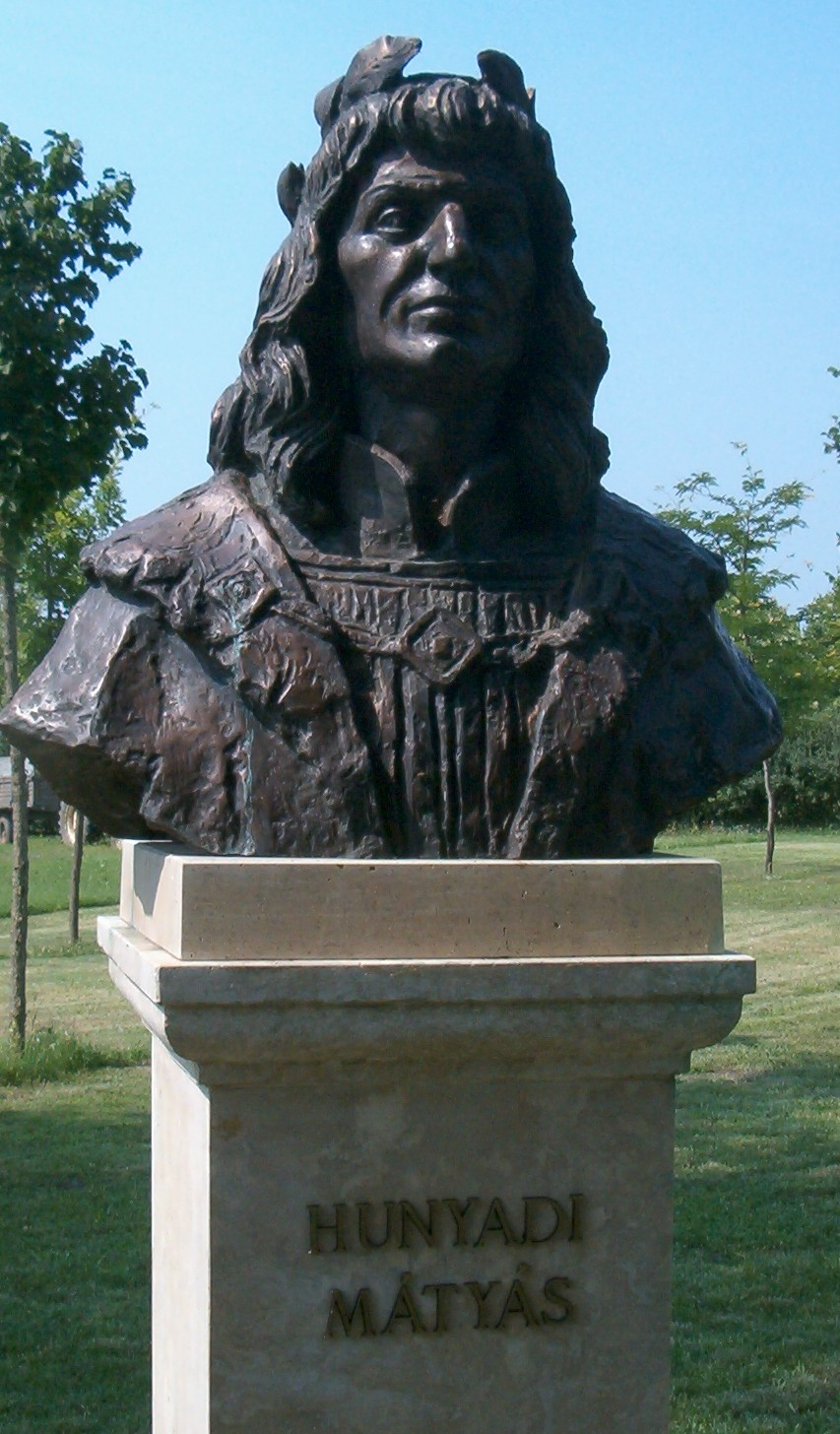
Pomnik Macieja Korwina w skansenie historycznym w Ópusztaszer

Éva Mária Gábor (ur. 4 października 1953 w Mohaczu) – węgierska rzeźbiarka, laureatka nagrody Mihálya Munkácsyego.

## Wykształcenie
Wykształcenie średnie zdobyła w Kisfaludy Károly Gimnázium w rodzinnym Mohaczu. W latach 1975–1980 studiowała na Węgierskim Uniwersytecie Sztuk Pięknych w klasie Tamása Vígha. Od 1980 r. uczestniczy w wystawach, jest członkinią Fiatal Képzőművészek Stúdió, (Studia Młodych Artystów) i Magyar Alkotóművészek Országos Egyesülete (MAOE) (Krajowego Stowarzyszenia Węgierskich Artystów). Od 1994 r. uczy w Teleki László Gimnázium w Gyömrő.

## Życie osobiste
W 1991 r. wyszła za mąż za rzeźbiarza Mihálya Pála, z którym ma dwóch synów: Gábora (1982) i Gergelya (1991)

## Wystawy

### Indywidualne
- 1983 Kecskemét
- 1984 Mohacz, Gyömrő
- 1987 Monor
- 1993 Mohacz
- 1995-1996, 1999, 2002 Budapeszt[3]

### Zbiorowe
- 1981 Pecz
- 1985 Sopron
- 1989 Ratyzbona
- 1992 Segedyn
- 1995 Berlin, Ateny
- 1997 Budapeszt
- 2002 Filadelfia[1]

## Ważniejsze dzieła
- Bálint Balassi (kamienny portret, 1978, Hatvan)
- Károly Kisfaludy (portret z brązu, 1985, Mohacz)
- Imre Mező – popiersie (1987, Zánka)
- Életfa, (Drzewo życia) (drewno, 1988, Rákoskeresztúr)
- Na pamiątkę przodków–założycieli wsi (pomnik z kamienia, 1991, Péteri)
- József Kövesi (brązowa płaskorzeźba, 1991, Mohacz)
- II. világháborús emlékmű (Pomnik II wojny światowej) (kamień, 1993, Putnok)
- Honfoglalási emlékmű, (pomnik Zajęcia ojczyzny) (kopiec ziemny, kamień, 1997, Üllő)[3]
- Pomnik Świętego Stefana (Gyál, 2000)
- Pomnik Świętego Jerzego (Gyál, 2000)[4]
- Maciej Korwin (Ópusztaszer, 2001)[5]

### Nagrody i wyróżnienia
- państwowe stypendium artystyczne Gyuli Derkovitsa (1984–1987)
- VII. Soproni Érembiennálé (VII Soprońskie Biennale Medalu), nagroda Lektorátus  (1989)
- Nyíregyháza-sóstói művésztelep, (Kolonia artystów w Nyíregyházie–Sóstó), nagroda i nagroda specjalna Lektorátus (1991)
- Szegedi Nyári Tárlat, (Segedyńska Wystawa Letnia) – nagroda publiczności i nagroda banku Kereskedelmi Bank (1992)
- Kisszobor '94 (Mała Forma Rzeźbiarska '94), nagroda Stowarzyszenia Artystów (Képzőművészek Egyesület) (1994)
- nagroda specjalna MAOE na XV. Országos Kisplasztikai Biennále (XV Krajowym Biennale Małej Formy Plastycznej)  (1997)
- nagroda Mihálya Munkácsyego (2003)[1]